# No Body, No Crime

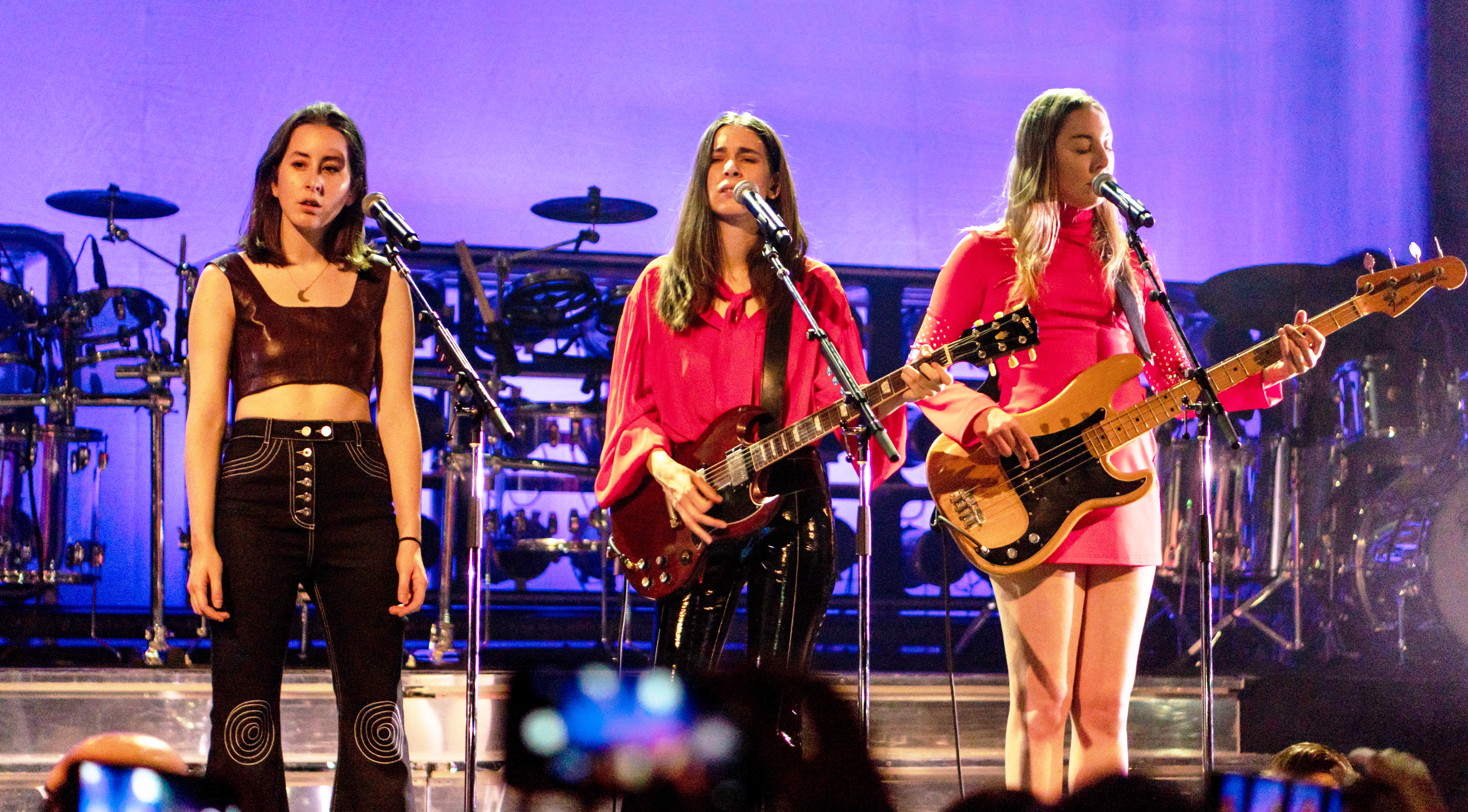
Женское трио Haim исполнило бэк-вокал на «No Body, No Crime».

«No Body, No Crime» (с англ. — «Нет тела, нет преступления») — песня американской певицы Тейлор Свифт, вышедшая вместе с альбомом 11 декабря 2020 года на лейбле Republic Records. Записана при участии американской рок-группы Haim. 11 января 2021 года вышла на кантри-радио в качестве второго сингла её девятого студийного альбома Evermore. Певица стала автором трека, который продюсировала вместе с Аароном Десснером.
В 2022 году журнал Billboard включил «No Body, No Crime» под № 4 в список лучших коллабораций Тейлор Свифт в её карьере. На концертах, где Haim выступали в качестве открывающих артистов, песня «No Body, No Crime» включалась в сет-лист тура The Eras Tour (2023—24).

## История
10 декабря 2020 года Свифт анонсировала трек-лист нового девятого студийного альбома, где был «No Body, No Crime» обозначен шестым треком. Трек «No Body, No Crime» впервые стал доступен вместе с альбомом-сюрпризом Evermore, выпущенным 11 декабря 2020 года. Песня была написана Свифт и спродюсирована вместе с Аароном Десснером, который работал со Свифт над её восьмым студийным альбомом Folklore (2020). «No Body, No Crime» выходит в качестве второго сингла 11 января 2021 года на кантри-радио в США.
Начиная с первого концерта в Сиэтле 22 июля 2023 года, где Haim выступали в качестве открывающей группы, Свифт включила песню «No Body, No Crime» в сет-лист тура Eras Tour (2023—24) во время сета Evermore. На этих концертах она заменила песню «'Tis the Damn Season».

## Музыка и лирика
Открывающаяся полицейскими сиренами «No Body, No Crime», это мелодичная и кинематографическая кантри, поп-рок и кантри-рок песня. Она рассказывает жуткую историю о женщине по имени Эсти (Este), которая обвиняет своего неверного мужа в измене ей. И муж убивает её в пользу своей любовницы. Рассказчик в этой песне и есть подруга Эсти, которая мстит за свою подругу, убивая её мужа. Эсти названа в честь Эсти Хаим. Обозреватели сравнивали эту песню с «Goodbye Earl» (2000, the Chicks) и «Before He Cheats» (2006, Кэрри Андервуд) среди прочих.

## Коммерческий успех
В США трек дебютировал 26 декабря 2020 года на втором месте в кантри-чарте Hot Country Songs, став 23-м хитом Свифт в его лучшей десятке (включая семь чарттопперов) и первым для трио Haim. Это повтор лучшего дебюта песни «Red», который дебютировал на втором месте в октябре 2012 года. Трек «No Body, No Crime» получил 17,4 млн стрим-потоков и возглавил Country Streaming Songs, став в нём третьим номером один для Свифт, впервые после лидерства «Betty» (8 августа 2020). Дебют на радио пройдёт 11 января 2021 года. Ранее в 2020 году трек «Betty» дебютировал на 6-м месте в top 10 августе.
В Великобритании в чарте Official Singles Chart сингл «No Body, No Crime» дебютировал на 19-м месте, в то время как «Champagne Problems» и «Willow» дебютировали на 15 и 1 местах, увеличив общее число хитов певицы в британском чарте UK top-20 до 21.

## Участники записи
По данным Pitchfork.
- Тейлор Свифт − основной вокал, автор, продюсер
- Даниэль Хайм − бэк-вокал
- Эсти Хайм − бэк-вокал
- Аарон Десснер − продюсер, звукозапись, мандолина, синтезатор, фортепиано, запись внестудии, гитары (бас-, электро-, акустическая)
- Джош Кауфман − горизонтальная гавайская гитара, электрогитара, орган и гармоника
- J.T. Bates − ударная установка, звукозапись
- Джонатан Лоу − запись вокала, микширование
- Ариэль Рехтшейд − запись вокала
- Мэтт ДиМиона − запись вокала
- Грег Калби − мастеринг
- Стив Фэллон − мастеринг

## Чарты
| Чарт (2020—2021)                    | Высшая позиция |
| ----------------------------------- | -------------- |
| Австралия (ARIA)                    | 16             |
| Канада (Billboard Canadian Hot 100) | 11             |
| Мир (Billboard Global 200)          | 16             |
| Ирландия (IRMA)                     | 11             |
| Новая Зеландия (Recorded Music NZ)  | 29             |
| Португалия (AFP)                    | 83             |
| Сингапур (RIAS)                     | 28             |
| Великобритания (OCC UK Singles)     | 19             |
| США (Billboard Hot 100)             | 34             |
| США (Billboard Hot Country Songs)   | 2              |
| США (Rolling Stone Top 100)         | 12             |

## Сертификации
| Регион                                                                      | Сертификация | Продажи |
| --------------------------------------------------------------------------- | ------------ | ------- |
| Великобритания (BPI)                                                        | Серебряный   | 200 000 |
| Данные о продажах + прослушиваниях приведены только на основе сертификации. |              |         |

## История релиза
| Регион | Дата            | Формат                     | Лейбл                  | Ссылка |
| ------ | --------------- | -------------------------- | ---------------------- | ------ |
| Мир    | 11 декабря 2020 | Цифровые загрузки стриминг | Republic               | [ 3 ]  |
| США    | 11 января 2021  | Кантри-радио               | Republic MCA Nashville | [ 29 ] |